# Виноградовский район (Закарпатская область)
Виногра́довский райо́н (укр. Виноградівський район) — упразднённая административная единица на юге Закарпатской области Украины. Административный центр — город Виноградов.

## География
Площадь — 697 км².
Основные реки — Тиса.
Район граничит на севере с Иршавским районом Закарпатской области, на юге — с Венгрией и Румынией, на западе — с Береговским, на востоке — с Хустским районами Закарпатской области.

## Демография
Население района составляет 117 957 человек (данные 2006 года), в том числе в городских условиях проживают около 36 869 человек. Всего насчитывается 50 населённых пунктов.
По результатам всеукраинской переписи населения 2001 года в районе проживало 118 тысяч человек (104,8 % по отношению к переписи 1989 года), из них украинцы — 84,3 тысяч человек (71,4 % от всего населения), венгры — 30,9 тысяч человек (26,2 %), русские — 1,4 тысяч человек (1,2 %), цыгане — 0,9 тысяч человек (0,8 %).

## Языки
В декабре 2012 года Виноградовским райсоветом венгерский язык объявлен региональным на территории района, однако в 2018 году закон утратил силу, так как был признан неконституционным.

## Административное устройство
Количество советов:
- городских — 1
- поселковых — 2
- сельских — 29

Количество населённых пунктов:
- городов районного значения — 1
- посёлков городского типа — 2
- сёл — 47